# Teucrium
- Commons
- Wikispecies

Teucrium L. (vernacular, têucrio) é um gênero botânico da família Lamiaceae, nativo da região do Mediterrâneo.

## Sinonímia
- Kinostemon Kudô

## Principais espécies
| - Teucrium ajugaceum - Teucrium argutum - Teucrium balfourii - Teucrium balthazaris - Teucrium botrys - Teucrium canadense - Teucrium capitatum - Teucrium chamaedrys - Teucrium corymbosum - Teucrium cossonii - Teucrium cubense - Teucrium flavum | - Teucrium fruticans - Teucrium glandulosum - Teucrium grandiusculum - Teucrium laciniatum - Teucrium marum - Teucrium polium - Teucrium pyrenaicum - Teucrium racemosum - Teucrium scordium - Teucrium scorodonia - Teucrium socotranum - Teucrium townsendii |

- «Lista completa»

## Classificação do gênero
| Sistema | Classificação                        | Referência               |
| ------- | ------------------------------------ | ------------------------ |
| Linné   | Classe Didynamia, ordem Gymnospermia | Species plantarum (1753) |